# Ortsteil

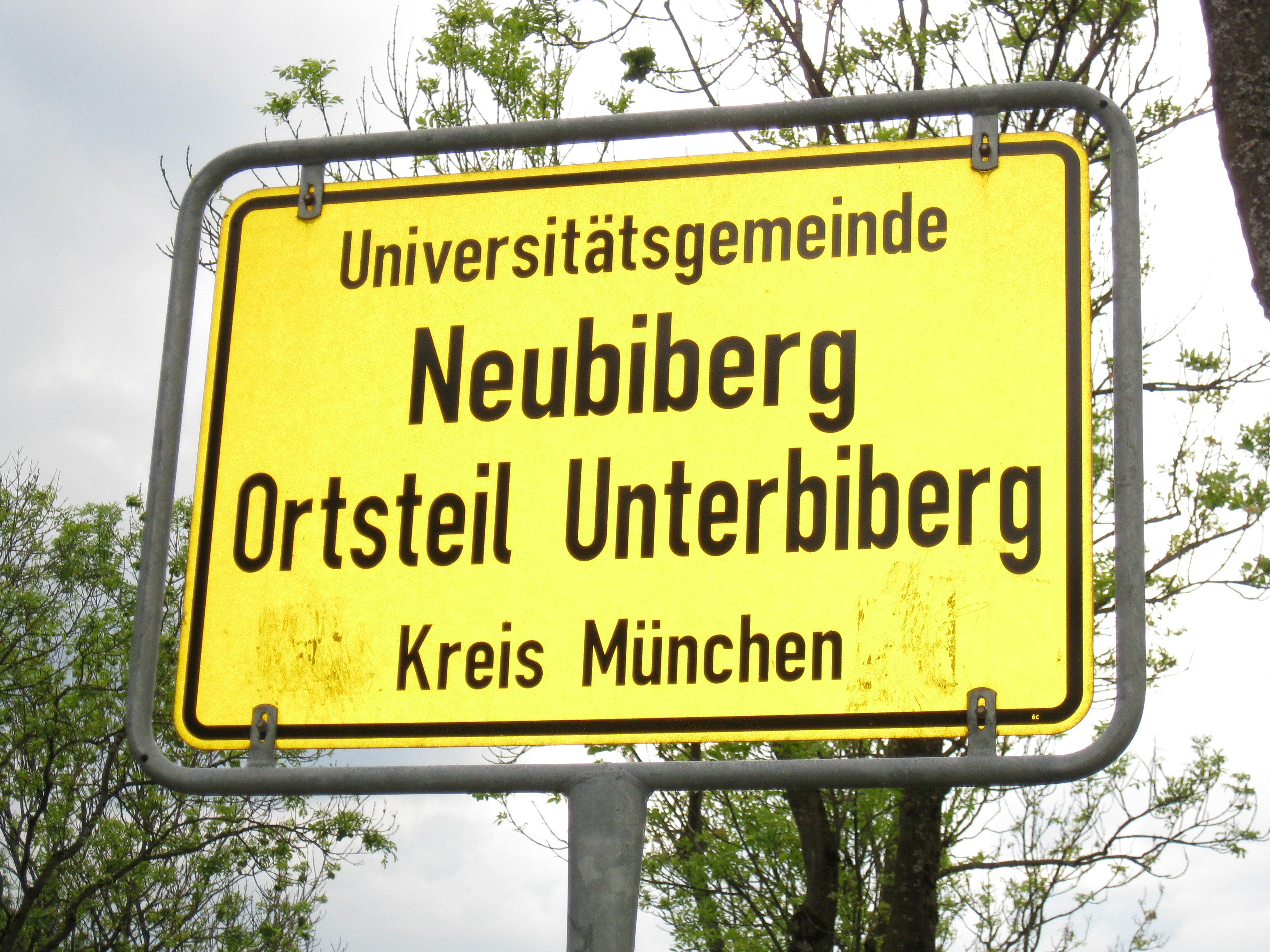
Unterbiberg es un Ortsteil de Neubiberg (Baviera).

En Alemania y Austria, un Ortsteil o Stadtteil (literalmente, ‘parte de un municipio/ciudad’) es un núcleo de población con nombre propio perteneciente a un determinado municipio.
En distintas partes de Alemania, el término o términos usados, con diferencias menores, pueden ser Teilort, Gemeindeteil, Ortschaftsbestandteil e incluso Fraktion (también en Suiza).

## Uso
El término Ortsteil también se aplica a partes de municipios que no tienen el título de ciudad. De manera muy genérica, también se utiliza para designar:
- Núcleos poblacionales no contiguos a los barrios centrales de la ciudad a la que pertenecen (por ejemplo, aldeas), siempre que tengan unos límites identificados y un nombre propio;
- Localidades que fueron municipios independientes en el pasado y fueron anexionadas con posterioridad al municipio actual.